# Wydział Medyczny Uniwersytetu Medycznego im. Karola Marcinkowskiego w Poznaniu
Wydział Medyczny Uniwersytetu Medycznego im. Karola Marcinkowskiego w Poznaniu – jeden z czterech wydziałów Uniwersytetu Medycznego im. Karola Marcinkowskiego w Poznaniu. 

## Historia
Wydział Medyczny został utworzony na podstawie uchwały Senatu Akademii Medycznej z dnia 25.02.1992 roku. 11 marca tego roku jego nazwę zmieniono na Wydział Lekarski II. Na nowo utworzony Wydział przeniesiono Oddział Stomatologii oraz utworzono dwa nowe oddziały: Oddział Kształcenia Podyplomowego i Oddział Kształcenia w Języku Angielskim. Szczegółowy skład Wydziału został zatwierdzony przez Senat 11 marca 1993 roku. 
Od 29 listopada 1993 roku może nadawać stopnie naukowe.
Od 1 października 2019 roku Wydział nosi nazwę Wydział Medyczny.

## Władze
- Dziekan: prof. dr hab. n. med. Aleksandra Dańczak-Pazdrowska
- Prodziekan: prof. dr hab. n. med. Paweł Bogdański
- Prodziekan: prof. dr hab. n. med. Agata Czajka-Jakubowska
- Prodziekan: prof. dr hab. n. med. Tomasz Szczapa
- Prodziekan ds. nauki: dr hab. n. med. Joanna Budna-Tukan